# Robert Cogniaux
Robert Cogniaux, född 29 maj 1934, är en belgisk bågskytt. Han deltog vid olympiska sommarspelen 1972, olympiska sommarspelen 1976 och olympiska sommarspelen 1980.